# Burni Bius Baru
Burni Bius Baru is een bestuurslaag in het regentschap Aceh Tengah van de provincie Atjeh, Indonesië. Burni Bius Baru telt 424 inwoners (volkstelling 2010).